# Lopaphus guangxiensis
Lopaphus guangxiensis is een wandelende tak uit de familie Lonchodidae. De wetenschappelijke naam van deze soort is voor het eerst voorgesteld als Prosceles guangxiensis door S.C Chen en Y.H. He in een publicatie uit 1999.
De soort komt voor in Zuid-China.